# 慾望師奶獎項及提名列表

## 艾美獎
- 2005年(6/15)
  - 獲得：
    - 喜劇組最佳女主角（費麗西蒂·荷夫曼 飾 ）
    - 喜劇組最佳客串女演員（Kathryn Joosten 飾 麥老太）
    - 喜劇組最佳導演 ("Pilot")
    - 喜劇組最佳拍攝 ("Pilot")
    - 最佳片頭音樂
    - 喜劇組最佳卡士

  - 提名：
    - 喜劇組最佳女主角（瑪莎·歌絲 飾 布莉·范迪坎）
    - 喜劇組最佳女主角（泰莉·海契 飾 蘇珊·梅耶）
    - 喜劇組最佳客串女演員 （Lupe Ontiveros 飾 Juanita Solis）
    - 喜劇組最佳編劇 ("Pilot")
    - 喜劇組最佳劇集
    - 最佳服飾 ("Suspicious Minds")
    - 最佳片頭設計
    - 喜劇組最佳拍攝 ("Pretty Little Picture")
    - 最佳美術設計 ("Suspicious Minds")

- 2006年(0/7)
  - 提名：
    - 喜劇組最佳女配角（艾菲·胡達德 飾 貝蒂·艾波懷特）
    - 喜劇組最佳拍攝
    - 喜劇組最佳髮型設計
    - 喜劇組最佳客串女演員 （Shirley Knight as Phyllis Van De Kamp）
    - 喜劇組最佳卡士
    - 最佳服飾
    - 最佳美術設計 ("There's Something About a War")

- 2007年(0/6)
  - 提名：
    - 喜劇組最佳女主角（費麗西蒂·荷夫曼 飾 ）
    - 喜劇組最佳客串女演員 （Dixie Carter as Gloria Hodge）
    - 喜劇組最佳客串女演員 （Laurie Metcalf as Carolyn Bigsby）
    - 喜劇組最佳卡士　
    - 最佳服飾 ("Getting Married Today")
    - 最佳髮型設計 ("It Takes Two" )

## 金球獎
- 2005年(2/5)
  - 獲得：
    - 喜劇組最佳劇集
    - 喜劇組最佳女主角（泰莉·海契）

  - 提名：
    - 喜劇組最佳女主角（費麗西蒂·荷夫曼）
    - 喜劇組最佳女主角（瑪莎·歌絲）
    - 電視組最佳女配角（妮歌·雪莉頓）

- 2006年(1/5)
  - 獲得：
    - 喜劇組最佳劇集

  - 提名：
    - 喜劇組最佳女主角（泰莉·海契）
    - 喜劇組最佳女主角（瑪莎·歌絲）
    - 喜劇組最佳女主角（費麗西蒂·荷夫曼）
    - 喜劇組最佳女主角（伊娃·朗歌莉亞）

- 2007年(0/3)　　　　
  - 提名：
    - 喜劇組最佳女主角（瑪莎·歌絲）
    - 喜劇組最佳女主角（費麗西蒂·荷夫曼）
    - 喜劇組最佳劇集

## 金衛星獎
- 2005年(1/4)　　
  - 獲得：
    - 喜劇組最佳劇集

  - 提名：
    - 喜劇組最佳女主角（泰莉·海契）
    - 喜劇組最佳女主角（瑪莎·歌絲）
    - 喜劇組最佳女主角（費麗西蒂·荷夫曼）

- 2006年(1/1)
  - 獲得：
    - 喜劇組最佳女主角（費麗西蒂·荷夫曼）

- 2007年(1/2)
  - 獲得：
    - 喜劇組最佳女主角（瑪莎·歌絲）

  - 提名：
    - 電視組最佳女配角（Laurie Metcalf）

- 2008年(0/2)
  - 提名：
    - 喜劇組最佳女主角（費麗西蒂·荷夫曼）
    - 電視組最佳女配角（Polly Bergen）

## 拉丁美洲影視獎
- 2005年(0/1)
  - 提名：
    - 喜劇組最佳女主角（伊娃·朗歌莉亞）

## 有色人種影視獎
- 2006年(0/1)
  - 提名：
    - 喜劇組最佳男配角（Mehcad Brooks）

## 電影音效剪接人大獎
- 2005年(0/1)
  - 提名：
    - 最佳音效剪接電視劇集 "Running to Stand Still"

## 全美民選獎
- 2005年(1/1)
  - 獲得：
    - 最受歡迎新晉劇集

- 2007年(1/1)
  - 獲得：
    - 電視組最佳女主角（伊娃·朗歌莉亞）

## 演員公會獎
- 2005年(2/2)
  - 獲得：
    - 喜劇組最佳演員團體
    - 喜劇組最佳女主角（泰莉·海契）

- 2006年(2/2)
  - 獲得：
    - 喜劇組最佳演員團體
    - 喜劇組最佳女主角（費麗西蒂·荷夫曼）

- 2007年(0/2)
  - 提名：
    - 喜劇組最佳演員團體
    - 喜劇組最佳女主角（費麗西蒂·荷夫曼）

- 2008年(0/1)
  - 提名：
    - 喜劇組最佳演員團體